# Kidinnu (astronoom)
Kidinnu (Κιδηνας) was rond 314 v.Chr. een Babylonische astronoom.
Hij ontdekte in 314 v.Chr. de verschuiving van het equinoxpunt door de precessie van de aarde. Volgens zijn berekeningen duurt het ongeveer 2160 jaar voordat dit punt verschuift naar het volgende teken van de dierenriem. Callisthenes, de neef van Aristoteles verzamelde na de Griekse verovering door Alexander de Grote de berekeningen van Kidinnu en zijn collega's om het materiaal naar Griekenland terug te sturen. Zijn kalenderberekeningen en voorspellingen waren verder gevorderd dan van wie ook in zijn tijd, zoals Otto Neugebauer heeft aangetoond.
Er waren in zijn dagen drie rekenstelsels voor de berekening van de kalender in omloop
1. dat van Babylon en Borsippa; van Nabûri'anni
2. dat van Uruk
3. dat van Sippar; van Kidinnu

Nabûri'anni (Ναβουριανος) leefde een eeuwtje of wat eerder. Van de drie stelsels is dat van Kidinnu duidelijk het beste. Toch bleven alle drie de systemen in gebruik.
Er is een krater op de maan naar hem vernoemd.